# Drosophila leonis
Drosophila leonis este o specie de muște din genul Drosophila, familia Drosophilidae, descrisă de Patterson și Wheeler în anul 1942. Conform Catalogue of Life specia Drosophila leonis nu are subspecii cunoscute.